# لیتکا
لیتکا (به مجاری: Litka) روستاییست در شهرستان بورشود-آبااوی-زمپلن در کشور مجارستان. جمعیت این روستا در ۲۰۰۹، ۵۶ نفر بوده‌است.